# 區 (中華民國)
區是中華民國的行政區劃類型之一，為直轄市及市（前身為「省轄市」）下轄的行政區。其層級與縣下轄的鄉、鎮及縣轄市相同，但並不具地方自治團體身分；其衍生變體——直轄市山地原住民區為例外，其於2014年12月25日改制為地方自治團體、具有公法人地位。
直轄市及市的區長，一般由所屬之直轄市或市的市長指派，僅設置「區公所」作為行政機關（依法為直轄市／市政府之派出機關），不設「區民代表會」之類的立法機關；作為例外的直轄市山地原住民區，於2014年12月25日改制為地方自治團體後，由區民選舉區長，並設置區民代表會，由區民選舉區民代表會代表。
區之下轄里，里之下轄鄰。

## 沿革

### 大陸時期
中華民國以「區」為名之行政區劃隨市制而產生。1927年7月4日，修正通過《上海特別市暫行條例》；7月7日上海特別市政府成立，上海特別市區域為淞滬商埠聚集地區，還有寶山縣的大場、楊行2個鄉，青浦、松江兩縣所屬的七寶鄉部分地區，松江縣屬莘莊鄉小淶港、竹岡塘以東部分地區，南匯縣周浦鄉（在長人鄉二十一保）部分地區共30市鄉。全市區劃為30個區，租界除外，為特別區。此為中國最早之「區」行政區劃。往後成立之各院轄市、省轄市依照辦理。當時有區長、區民代表的選舉，類似今日台灣地區的鄉鎮制度。

### 臺灣時期
1945年中華民國接管臺灣，台灣省行政長官公署將原台灣總督府依據台灣市制所劃設之州廳改為：8縣（臺北縣、新竹縣、臺中縣、臺南縣、高雄縣、花蓮縣、臺東縣、澎湖縣）、9個省轄市（基隆市、臺北市、新竹市、臺中市、彰化市、嘉義市、臺南市、高雄市、屏東市）與2個縣轄市（宜蘭市、花蓮市）。
- 部分州轄市改為省轄市，州轄市下原市轄區沿用整併為「區」；例如：臺北市初劃為61區，完全沿用州轄市時期之區劃，隔年整併為10區；高雄市將日治時期32區整併為19區，隔年併為10區，成為今日「區」行政區劃之基礎。
- 另外日本統治時期州轄之郡亦改名為「區」（詳見：縣轄區 (中華民國)），層級介於縣與鄉、鎮之間，但此過渡性行政區劃不久後裁撤。

臺北市在1968年由省轄市升格為院轄市的改制過程中，數個原屬於臺北縣的鄉、鎮被併入臺北市，並皆改稱為區，之後在1990年又有整併，形成今日臺北市十二個區的編制。高雄市在1979年升格為院轄市時亦將原屬高雄縣之小港鄉併入為第11區。
2010年中華民國縣市改制直轄市時，參與改制的臺北縣、臺中縣、臺南縣、高雄縣原下轄之鄉、鎮、縣轄市全數改為「區」，為近年來最大之改制。
2014年，因應地方制度法修法，由山地鄉改制的直轄市山地原住民區重新獲得地方自治團體身分。
區為同級行政區中數量最多者。

## 現況
目前中華民國有170個區（分為158個直轄市級市轄區、12個市級市轄區，並包含6個直轄市山地原住民區）。若不計原住民區，面積最大與最小的區分別是高雄市六龜區與臺中市中區，兩區面積分別為194.1584平方公里與0.8803平方公里；人口最多與最少的區分別是新北市板橋區與臺南市龍崎區，2024年底兩區人口分別為553,538人與3,352人；人口密度最高與最低的區分別是新北市的永和區與坪林區，2024年底兩區人口密度分別為每平方公里37,408人與每平方公里37人。
現今中華民國行政區之「區」數目統計（含直轄市山地原住民區）：
| 行政區種類 | 直轄市 | 直轄市 | 直轄市 | 直轄市 | 直轄市 | 直轄市 | 市     | 市     | 市     | 總計 |
| ---------- | ------ | ------ | ------ | ------ | ------ | ------ | ------ | ------ | ------ | ---- |
| 名稱       | 新北市 | 臺北市 | 桃園市 | 臺中市 | 臺南市 | 高雄市 | 基隆市 | 新竹市 | 嘉義市 | 總計 |
| 下轄區數   | 29     | 12     | 13     | 29     | 37     | 38     | 7      | 3      | 2      | 170  |

## 圖廊

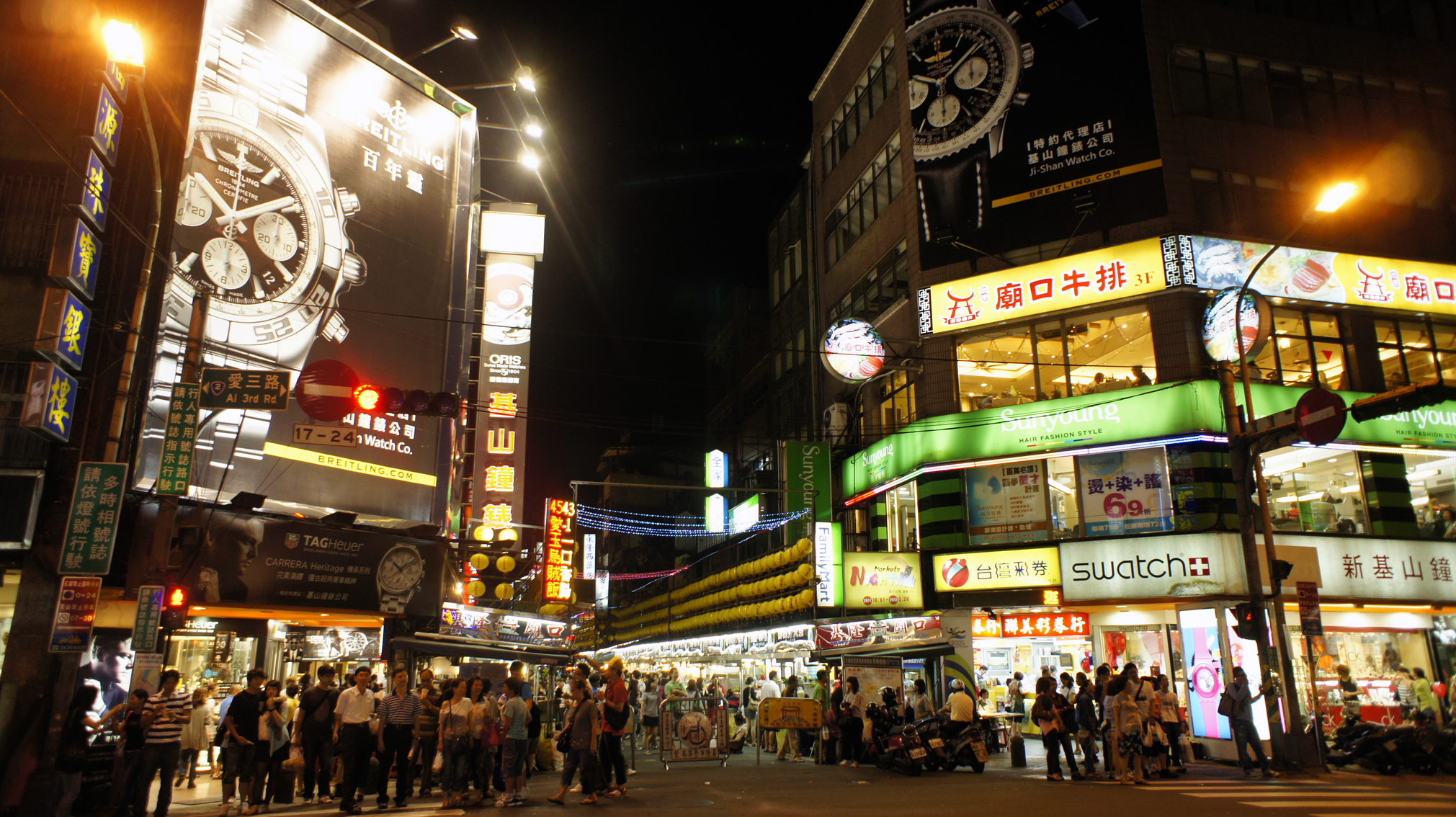
基隆市仁愛區
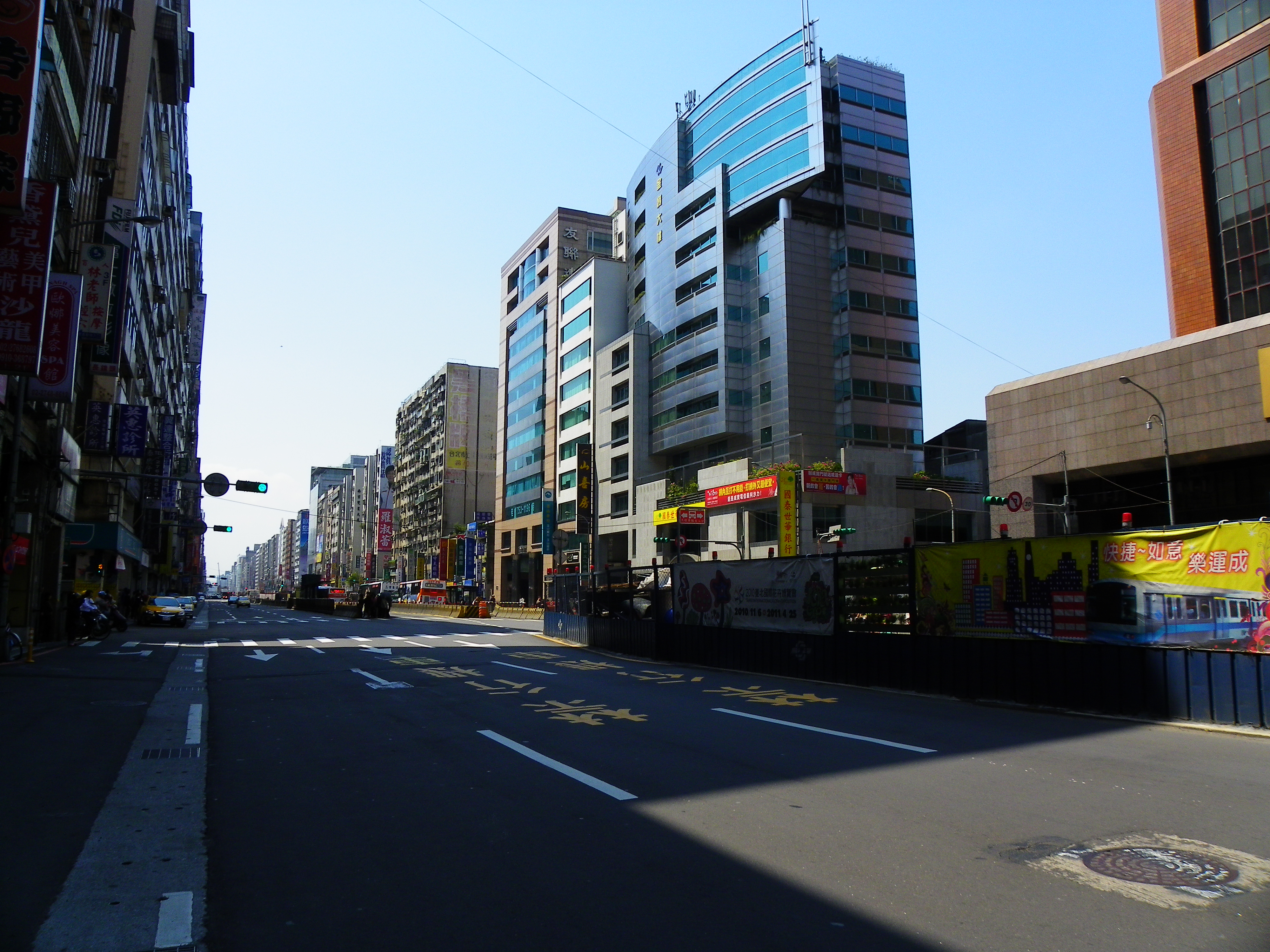
臺北市松山區
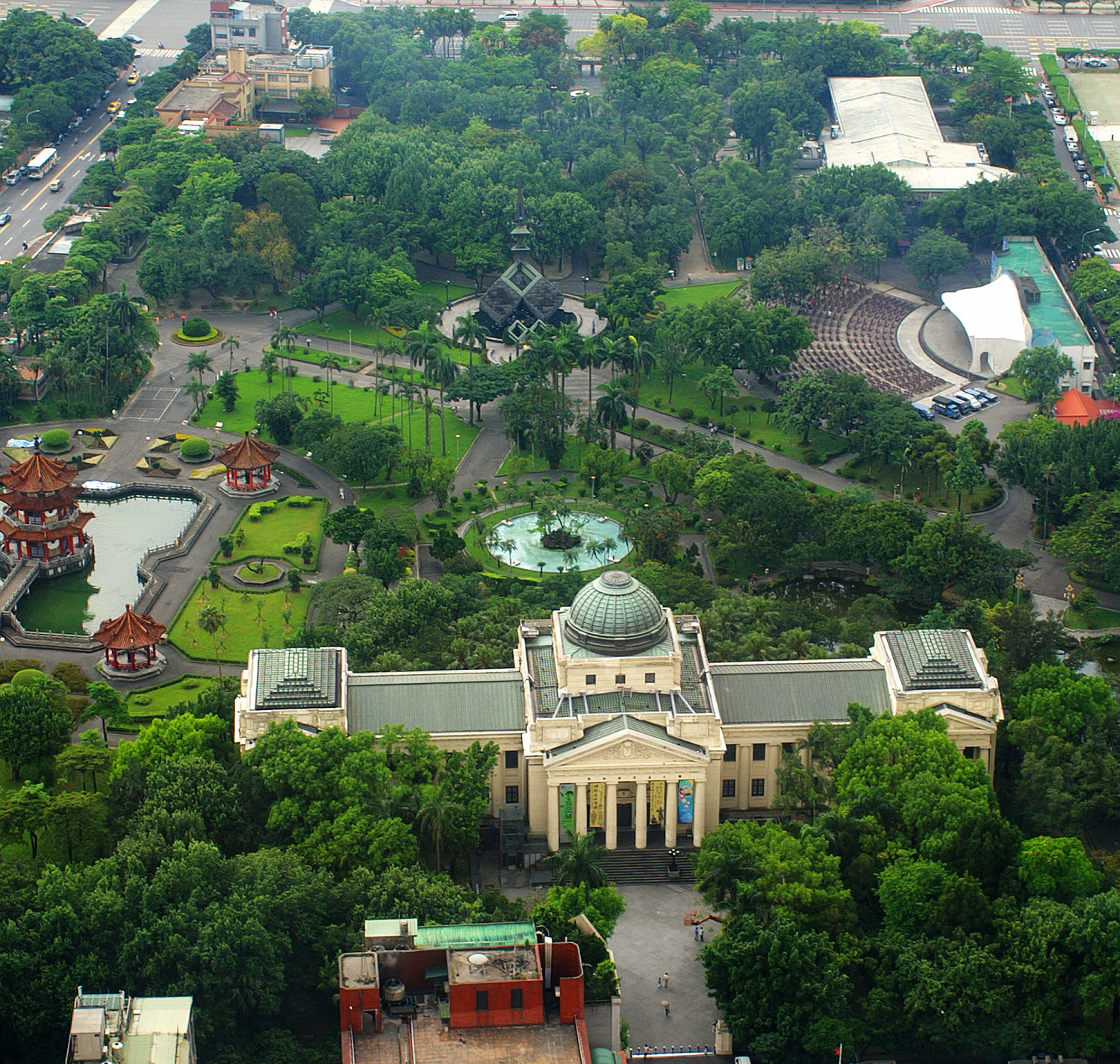
臺北市中正區
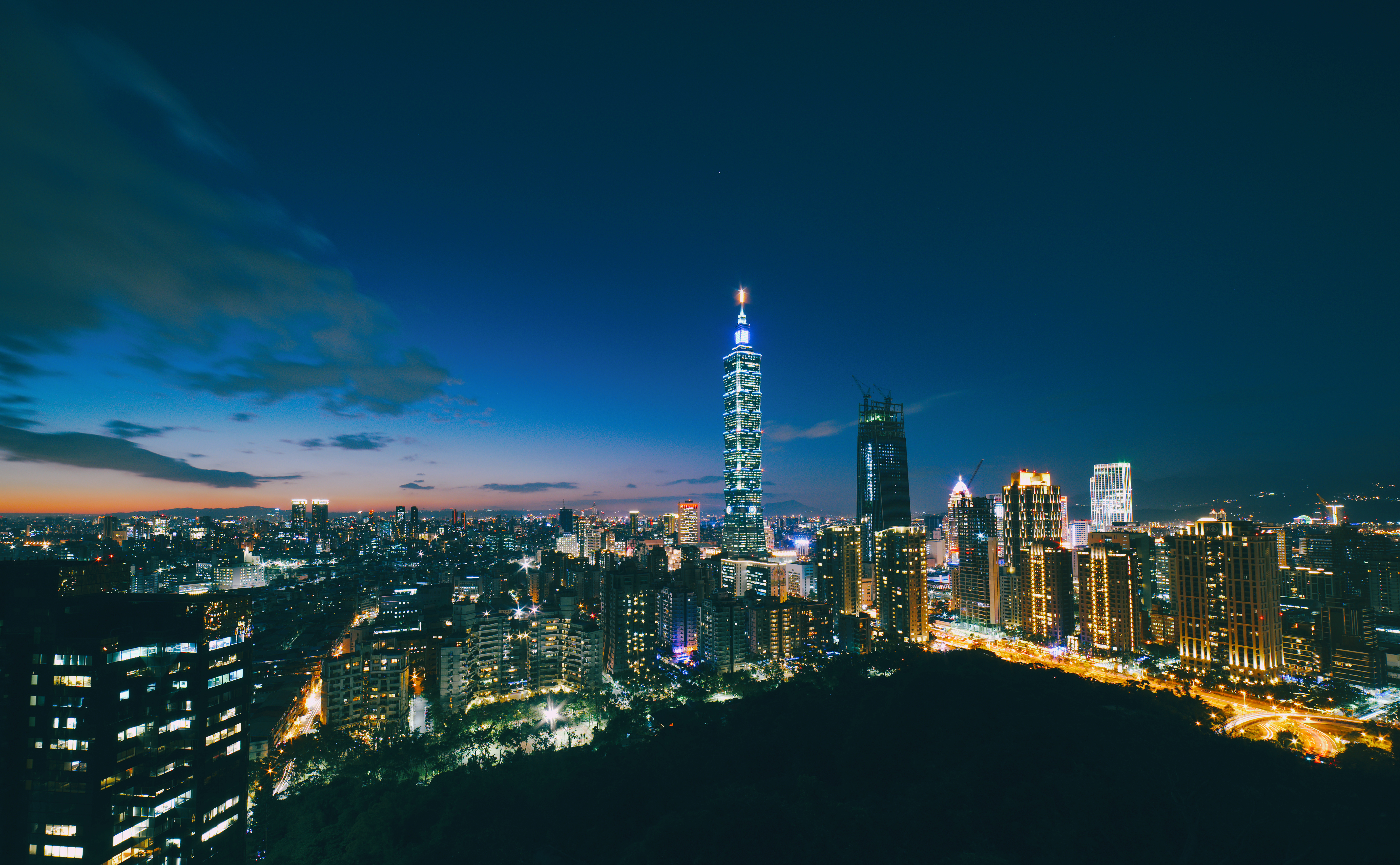
臺北市信義區
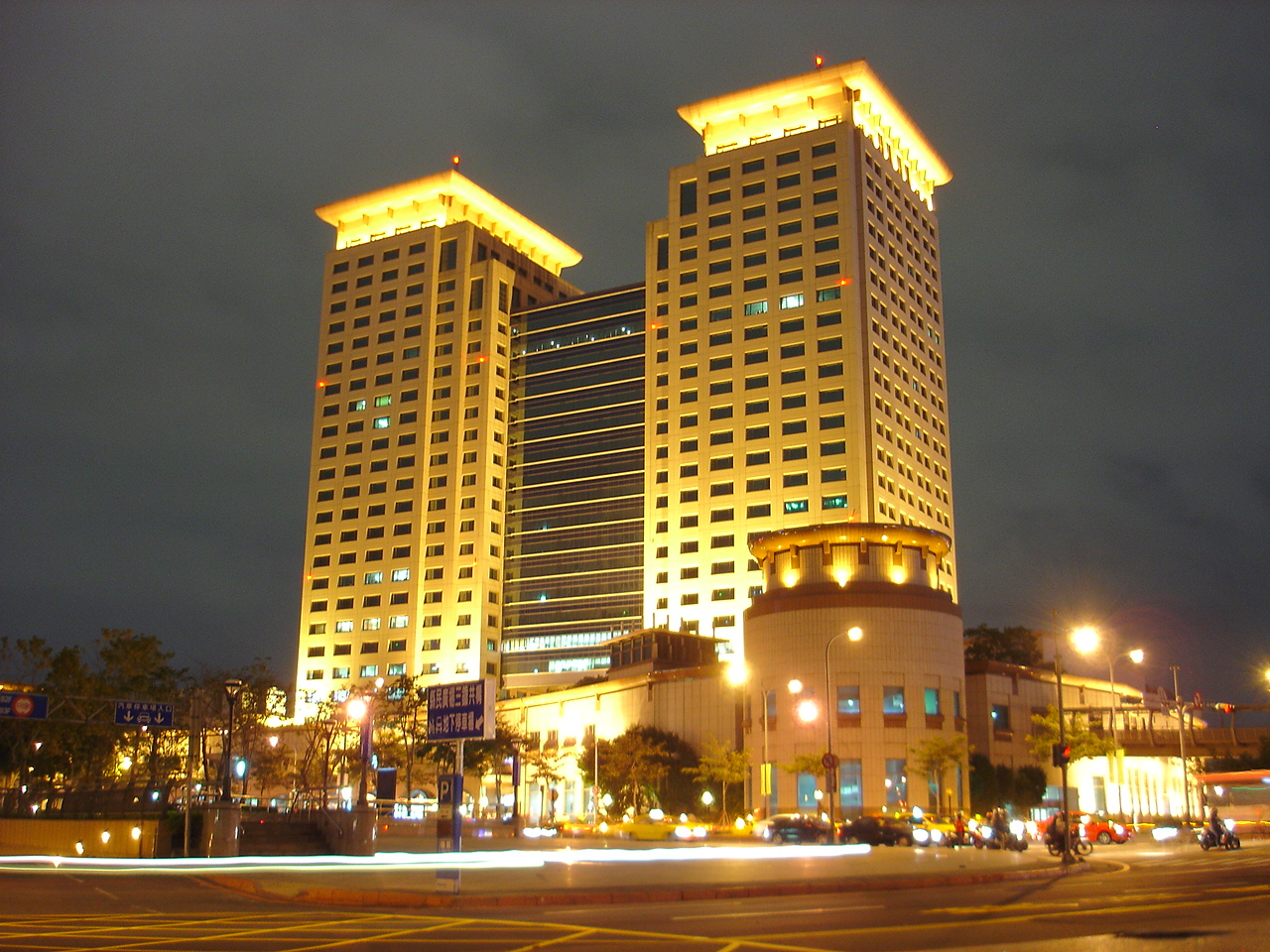
新北市板橋區
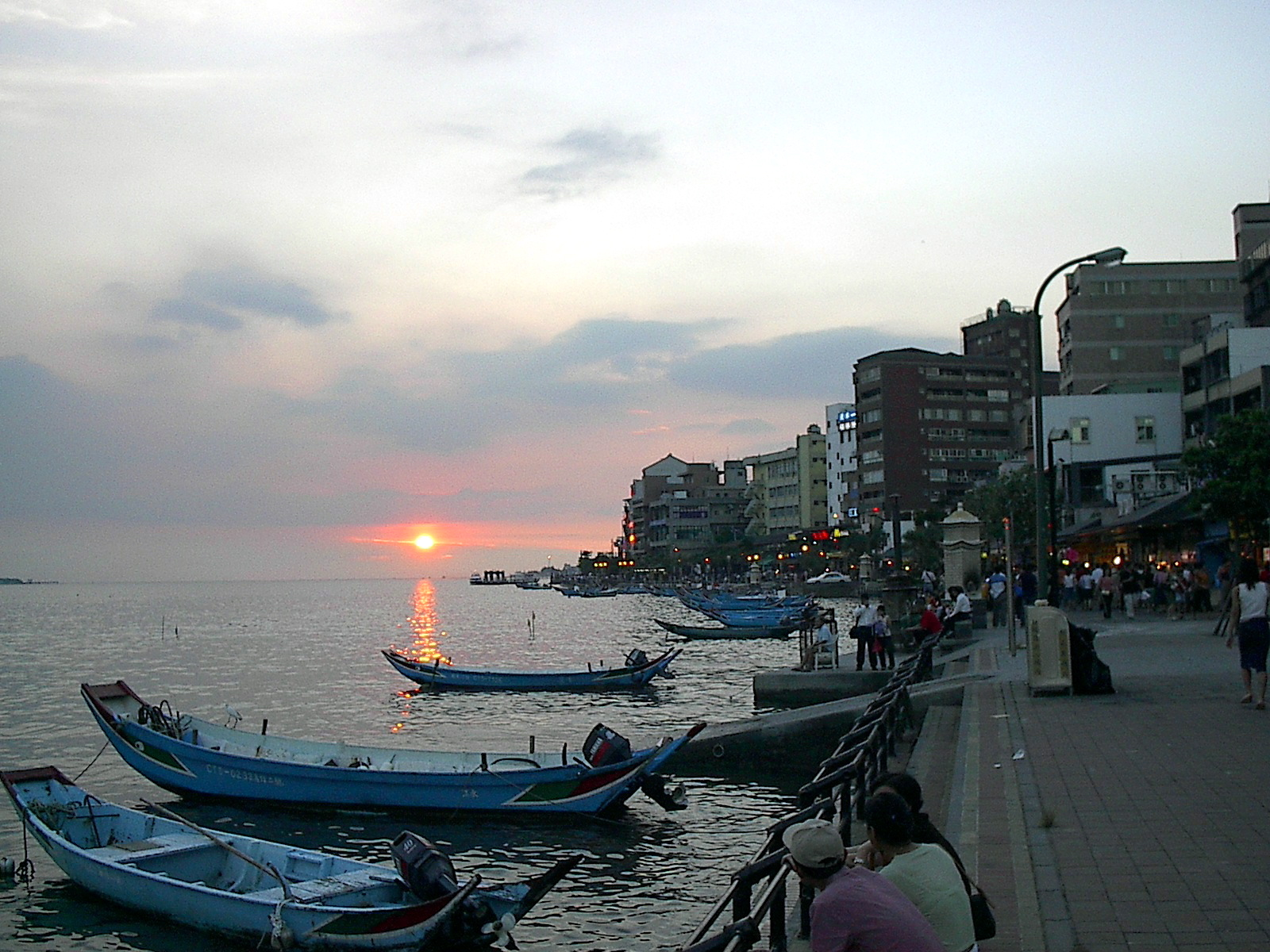
新北市淡水區
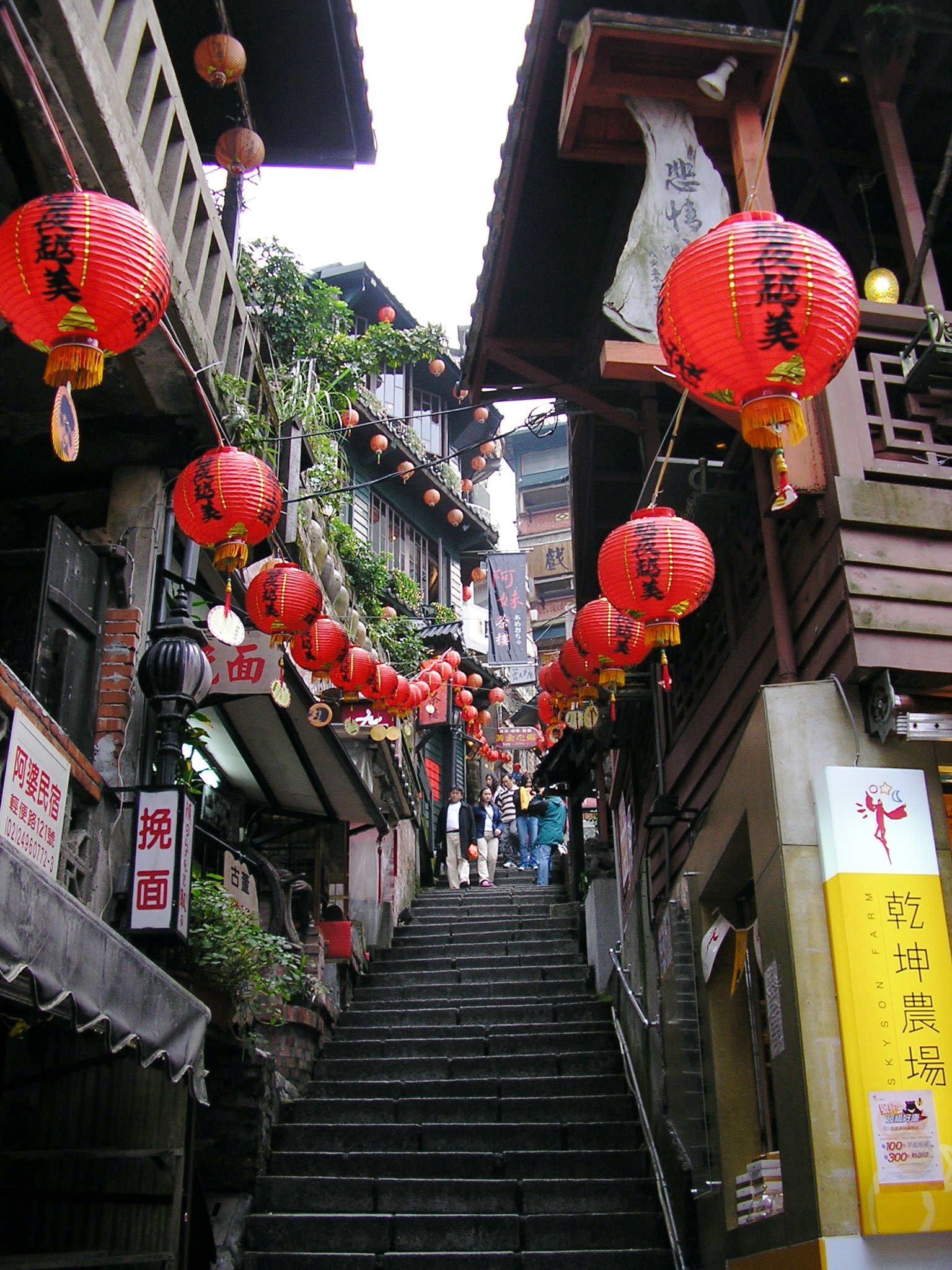
新北市瑞芳區
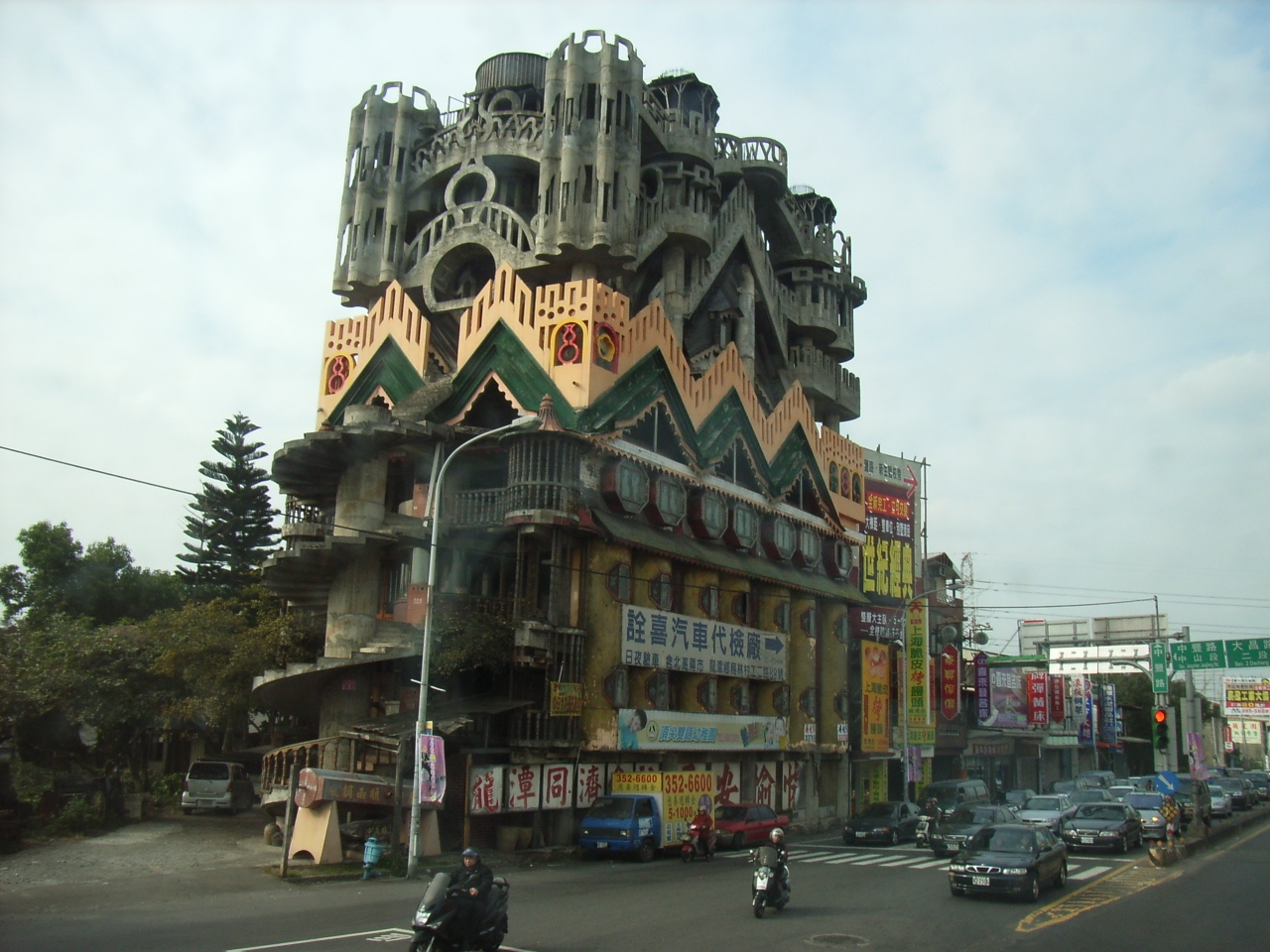
桃園市龍潭區
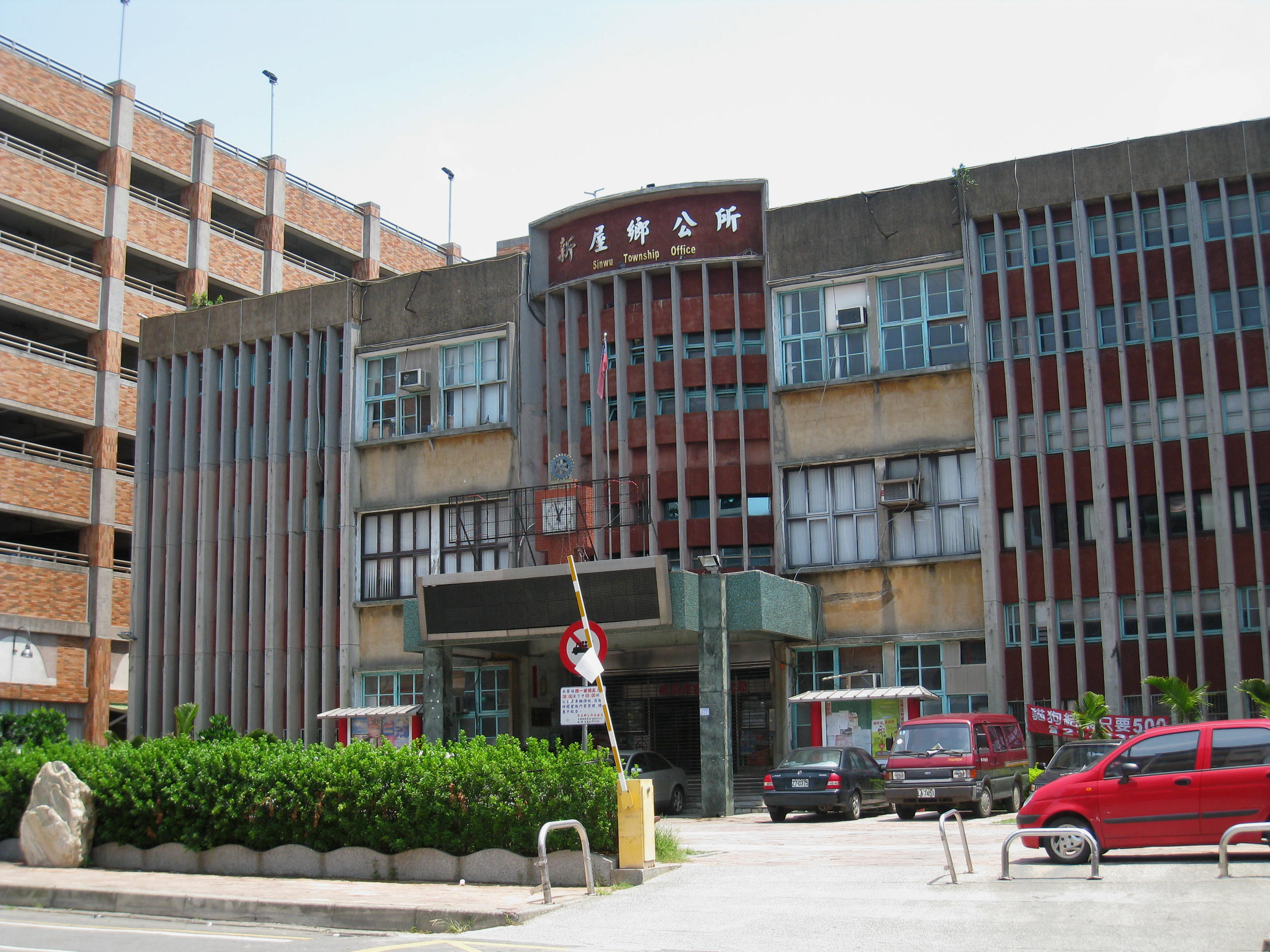
桃園市新屋區
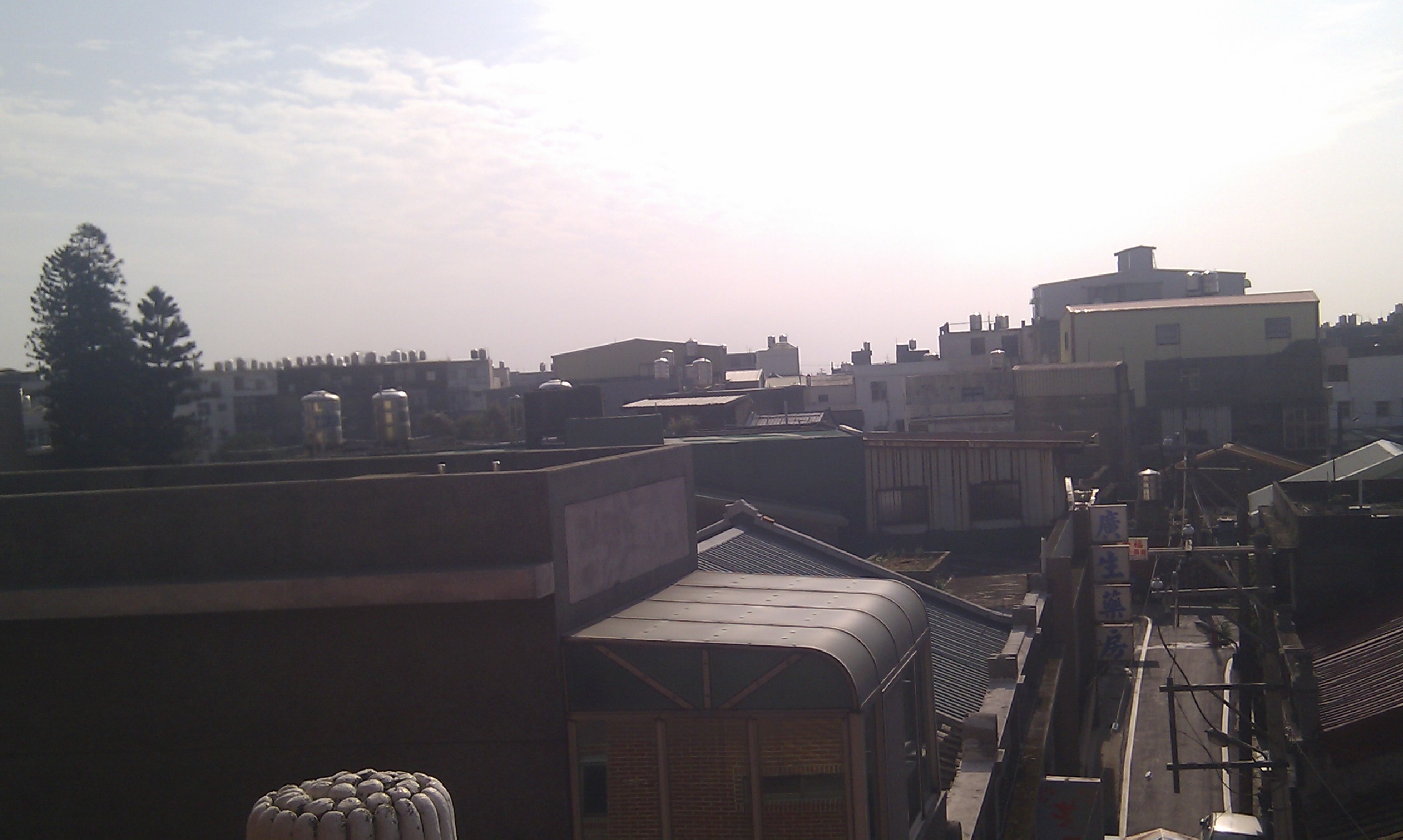
桃園市觀音區
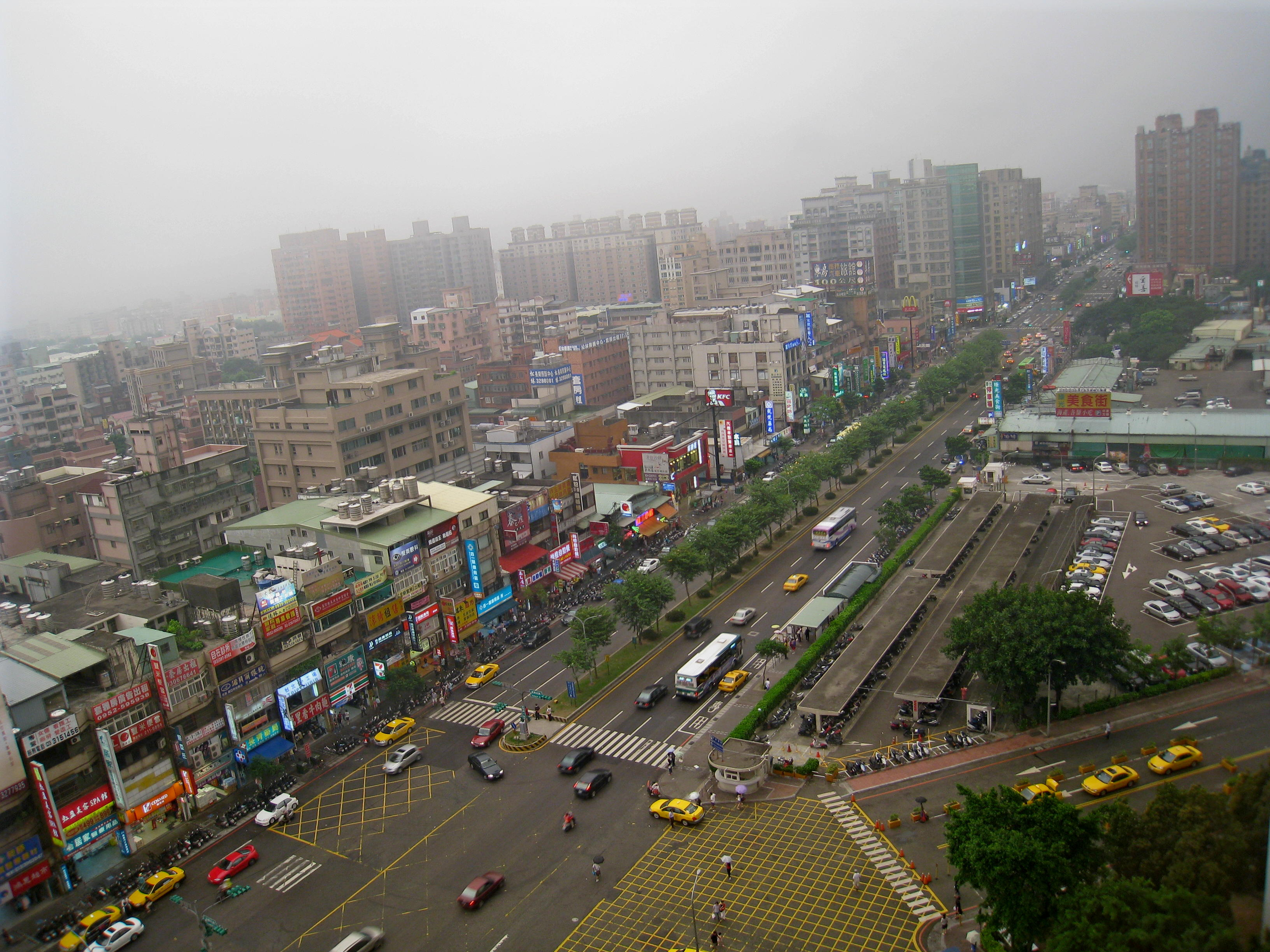
桃園市龜山區
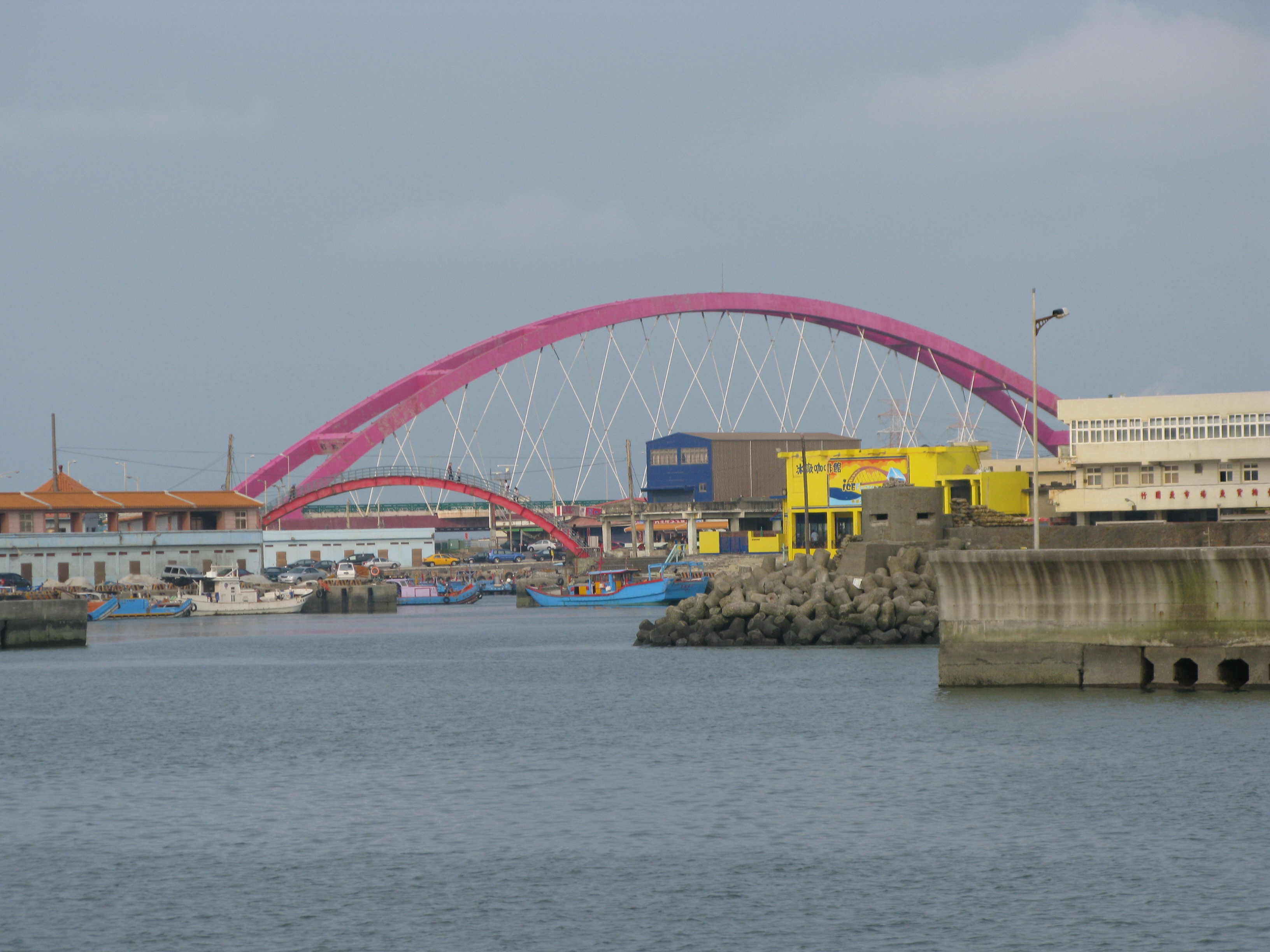
桃園市大園區
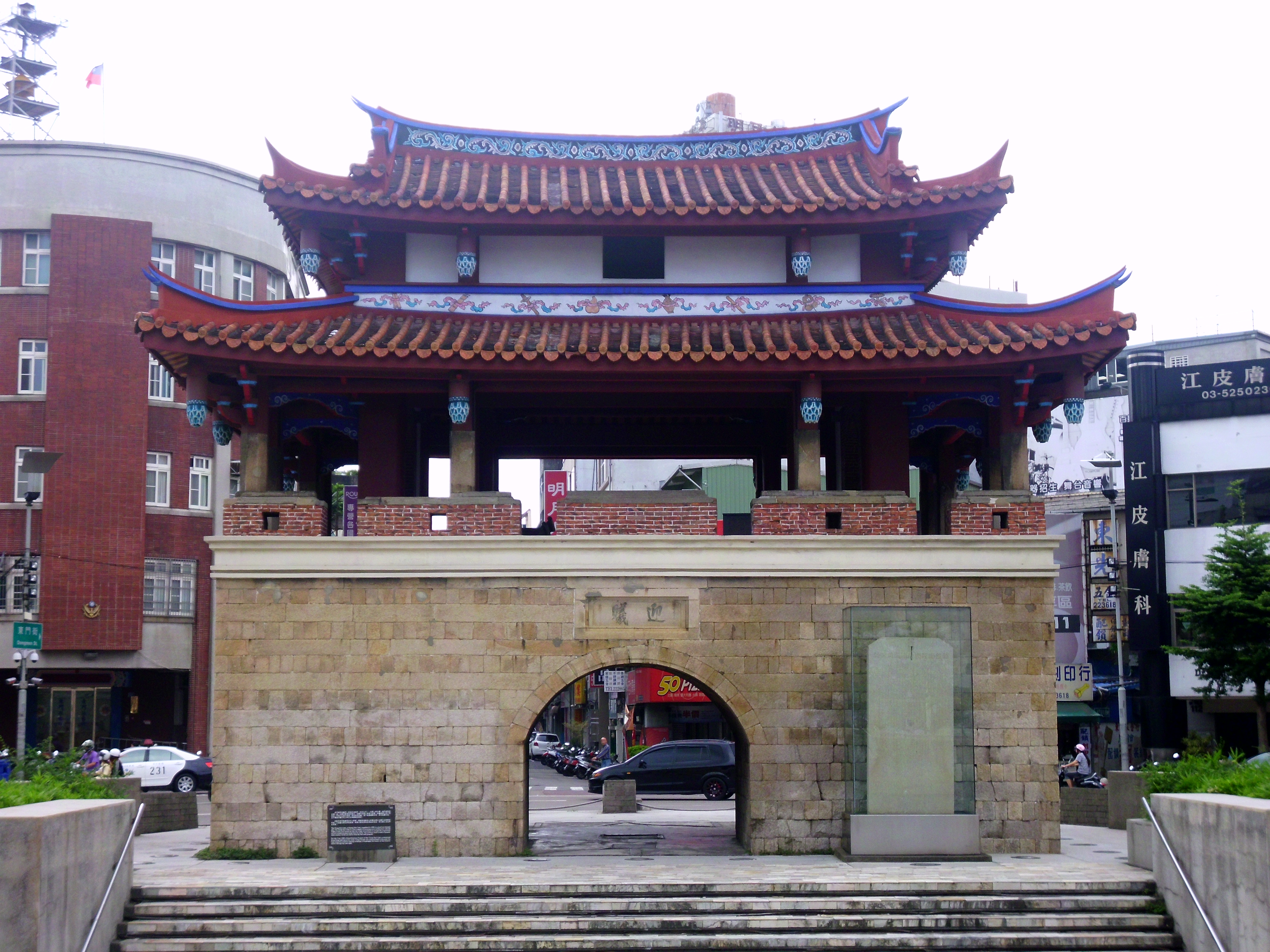
新竹市東區
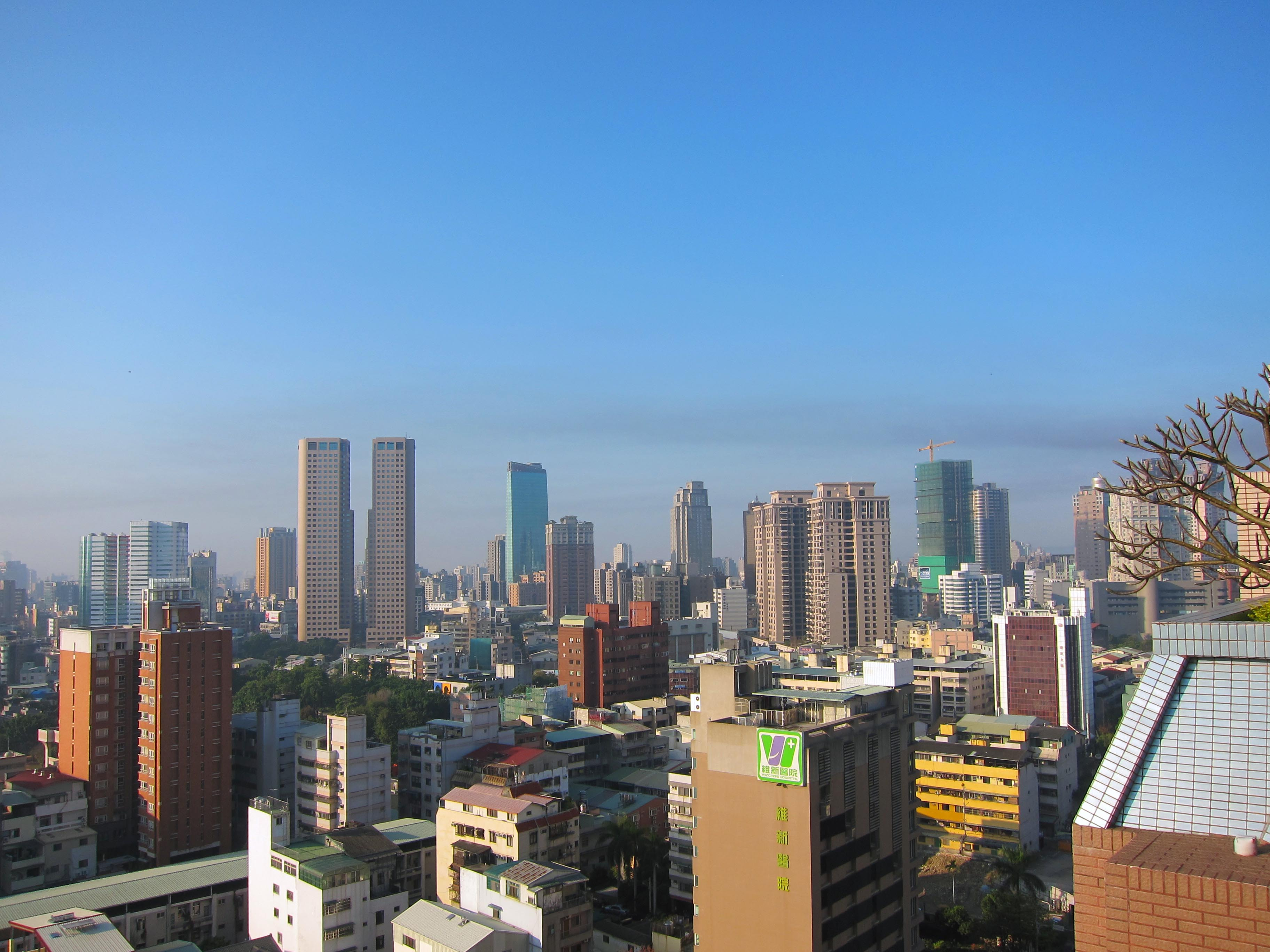
臺中市西區
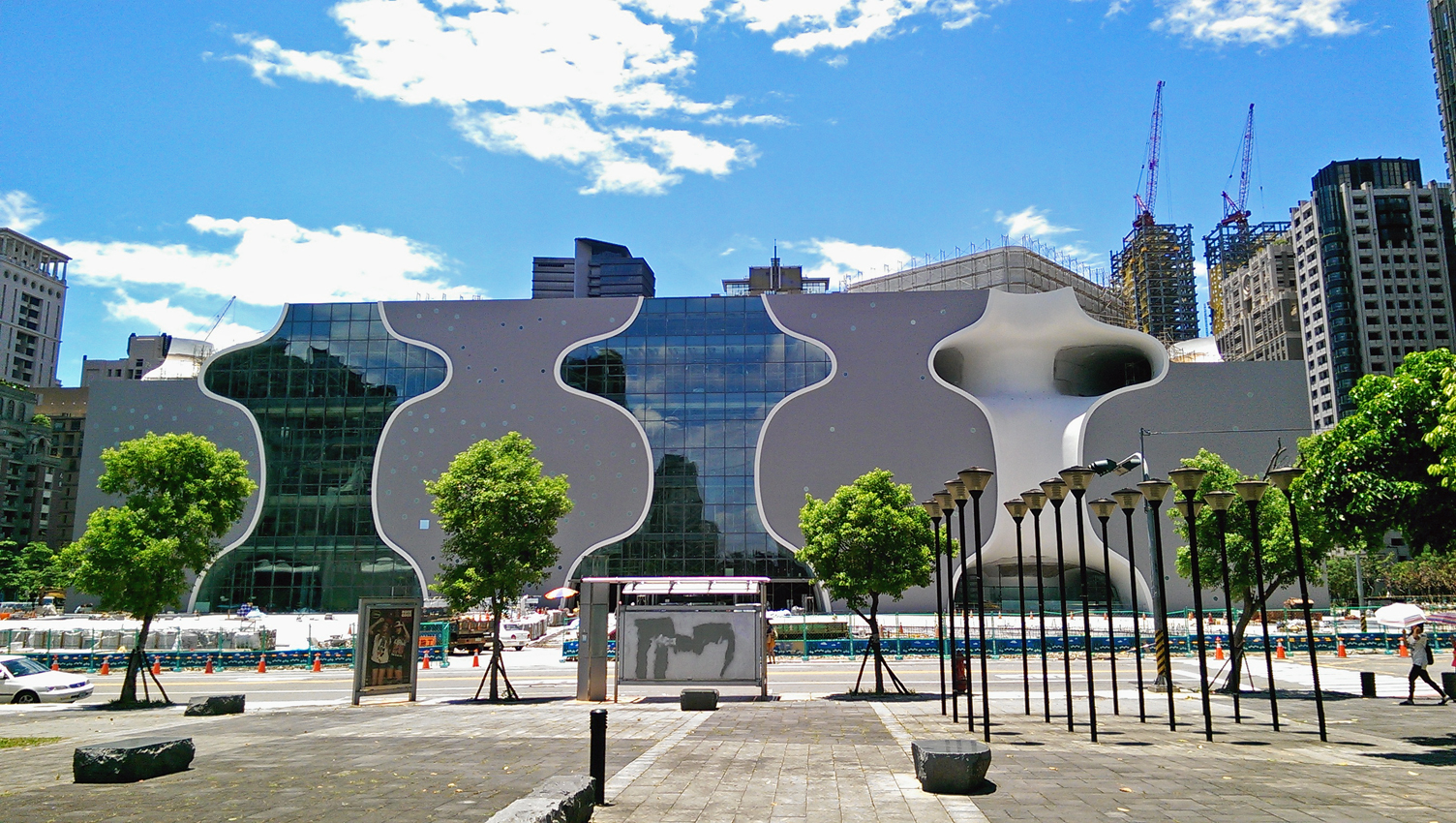
臺中市西屯區
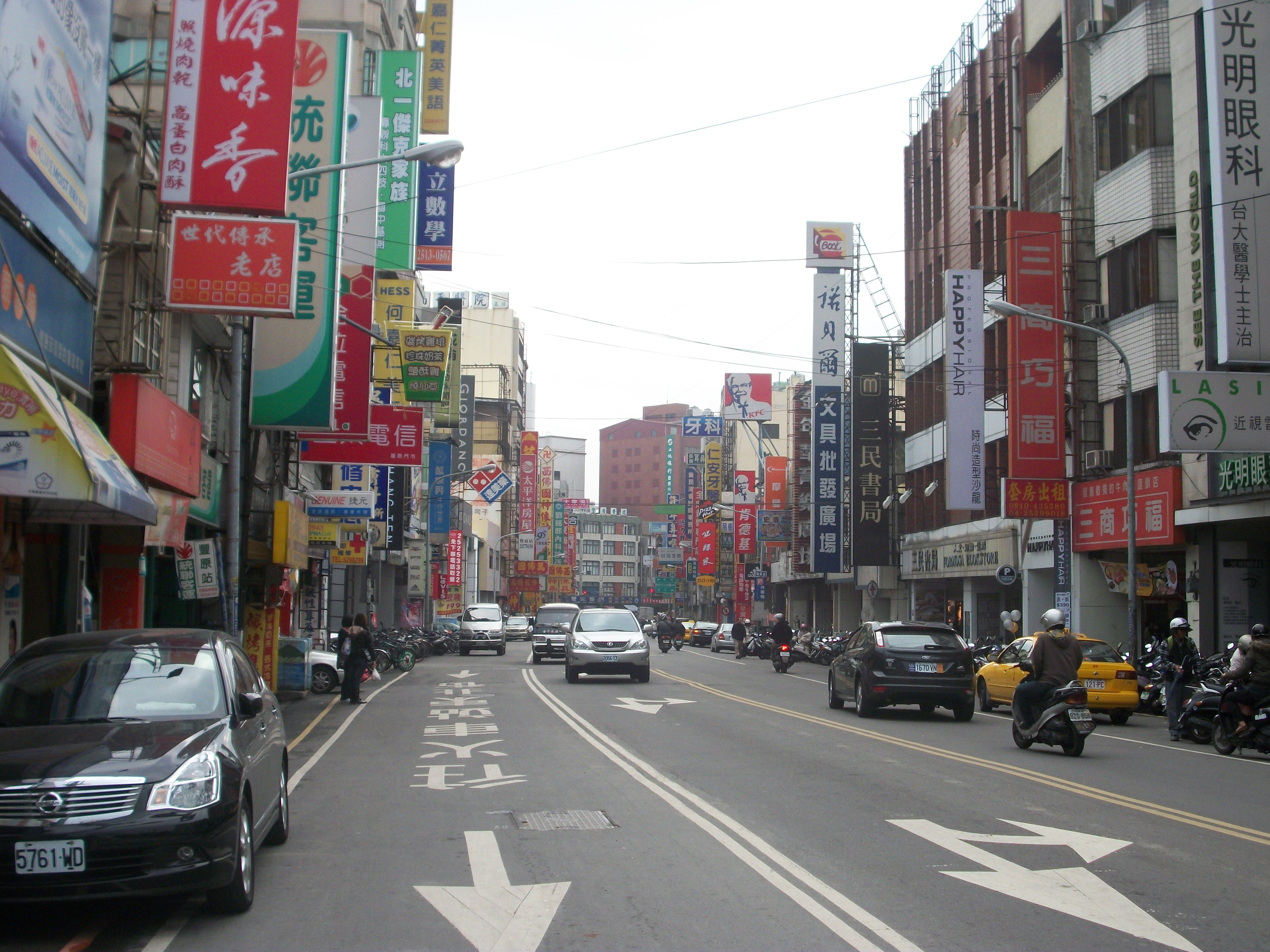
臺中市豐原區
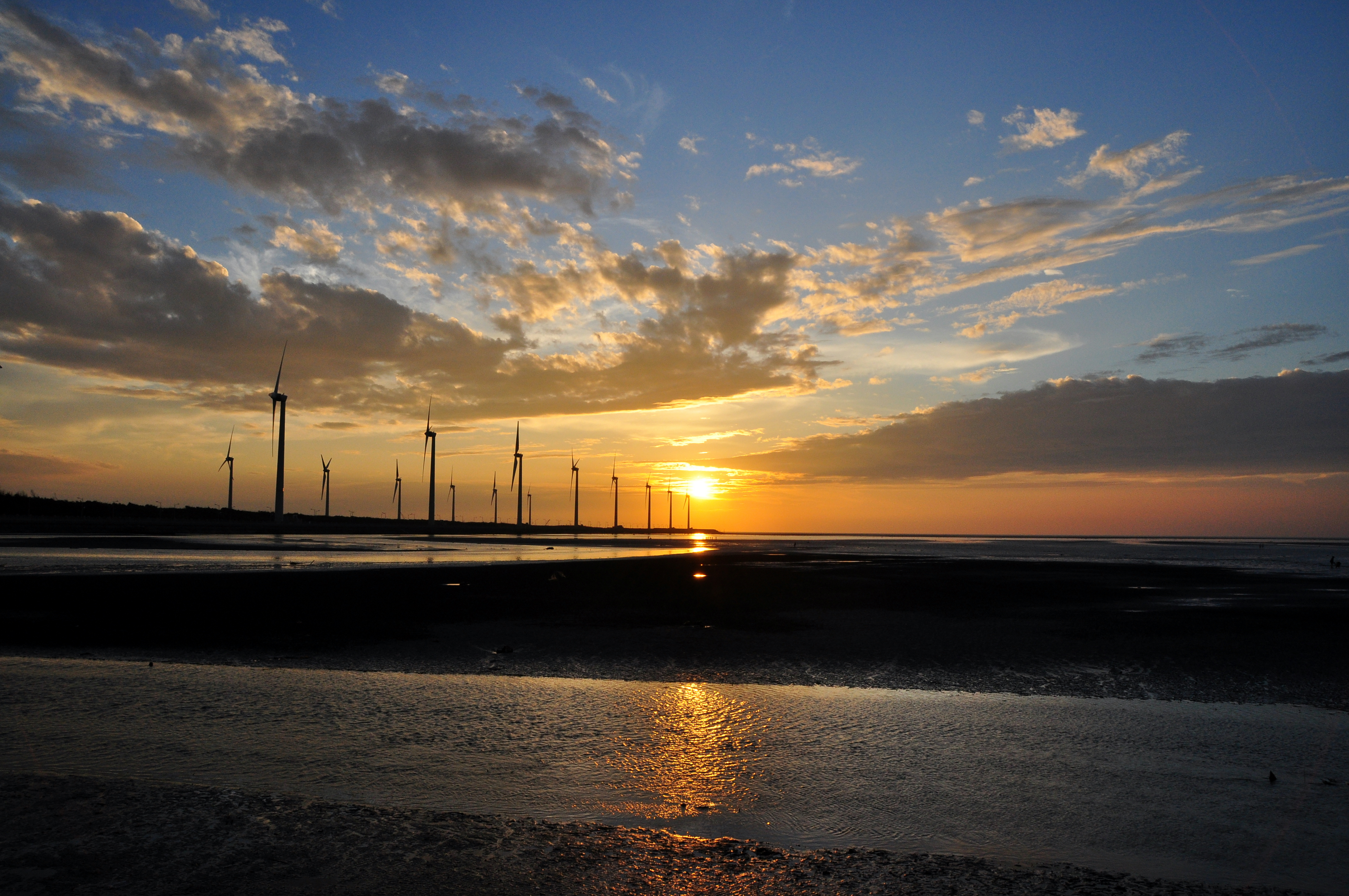
臺中市清水區
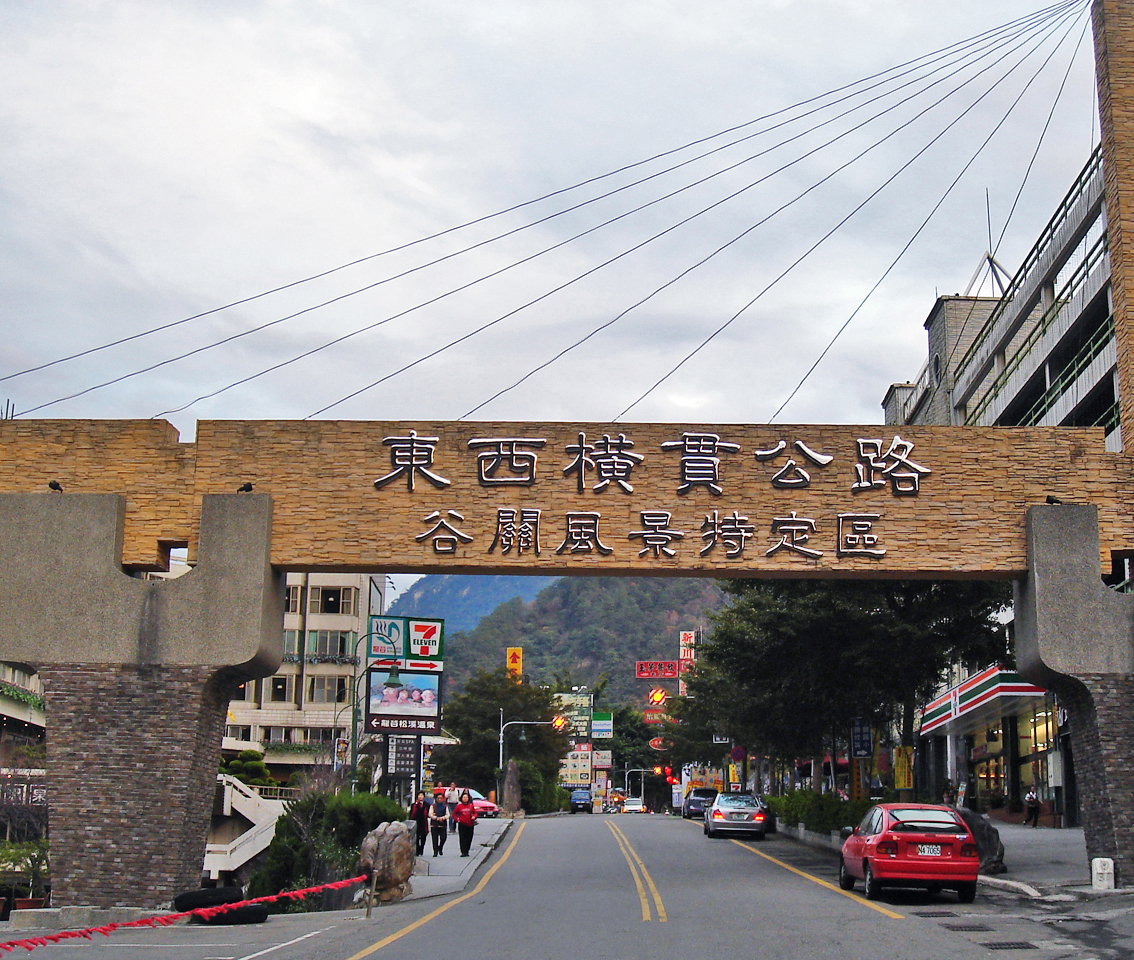
臺中市和平區
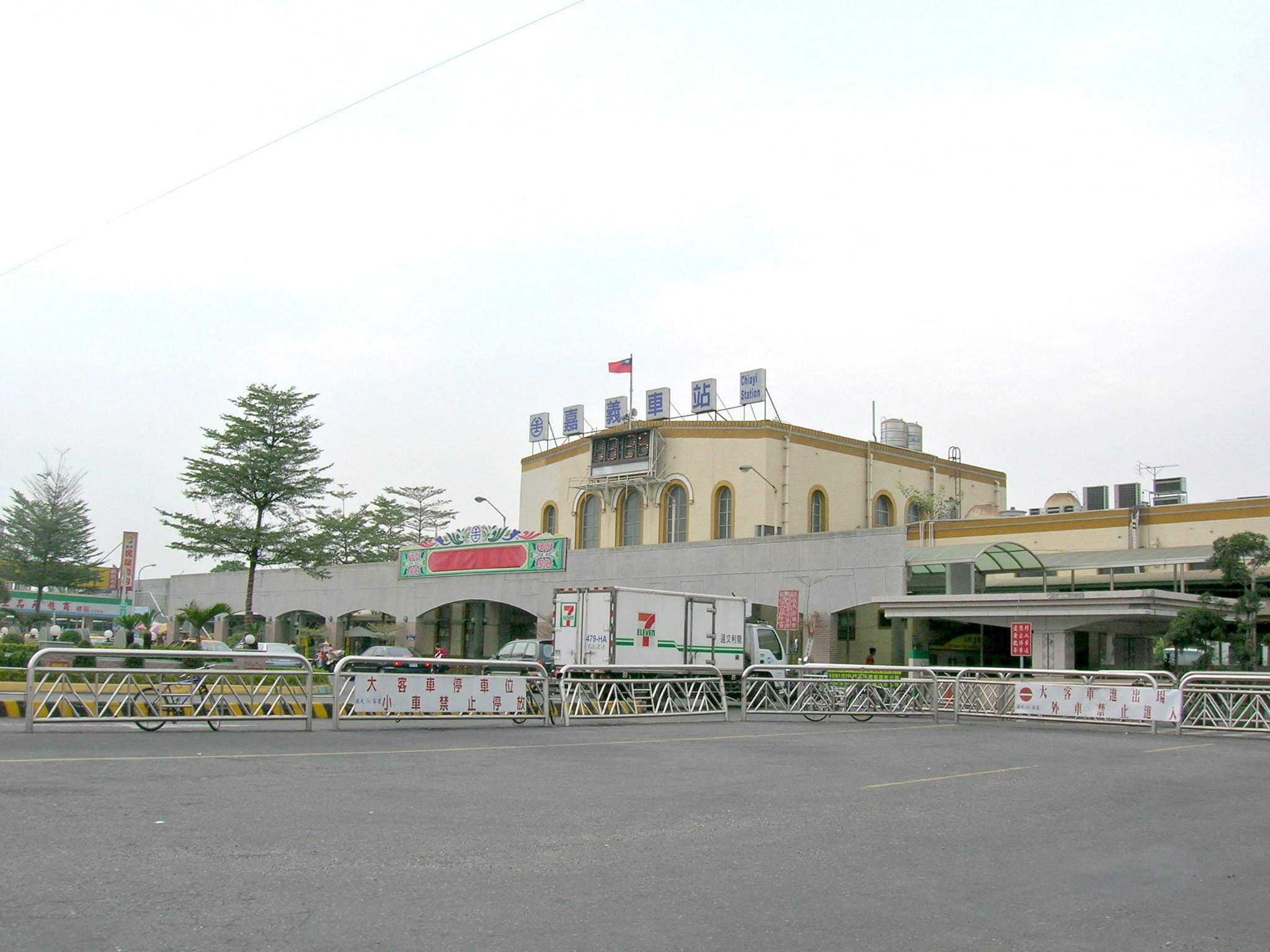
嘉義市西區
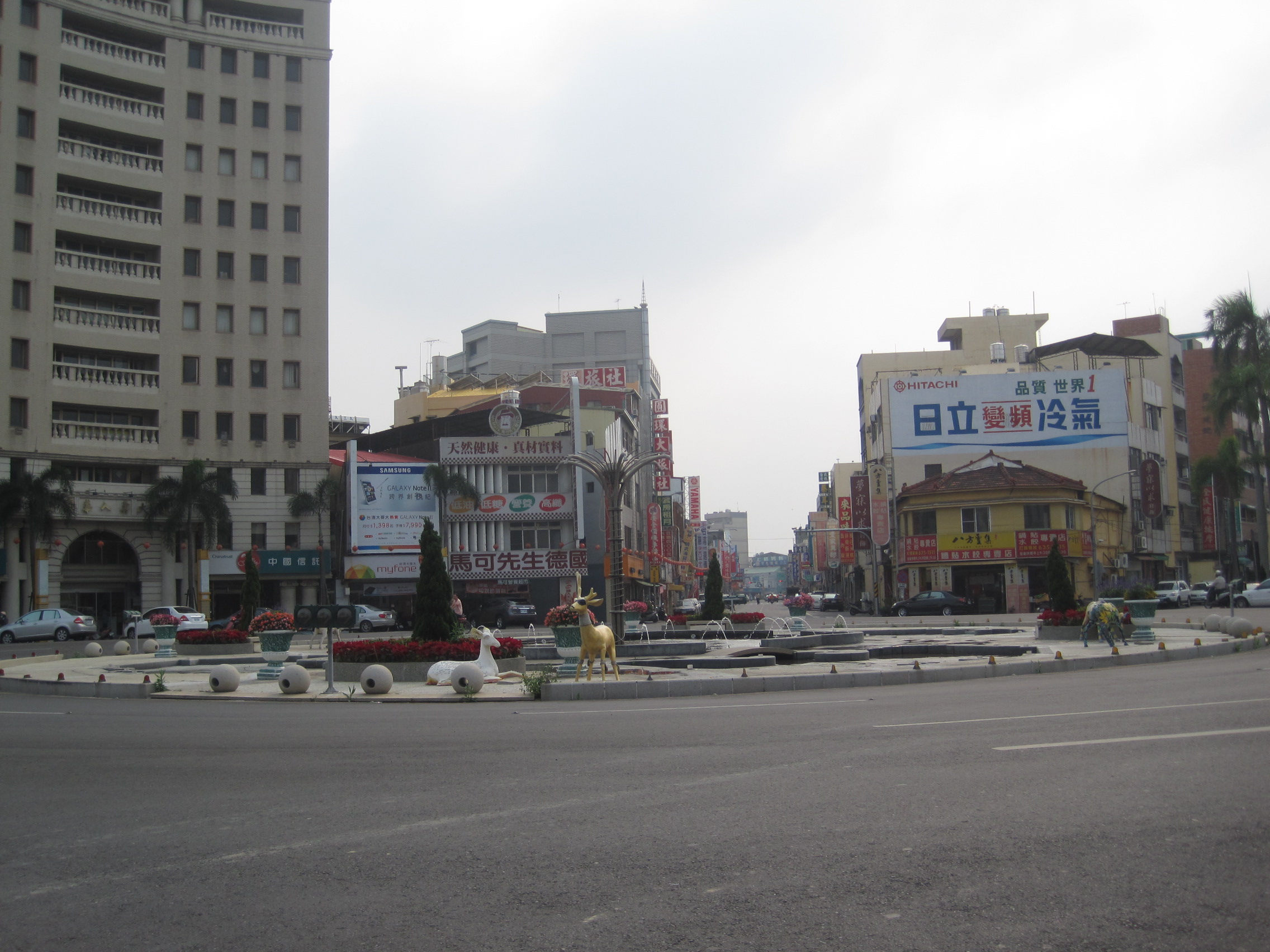
臺南市新營區
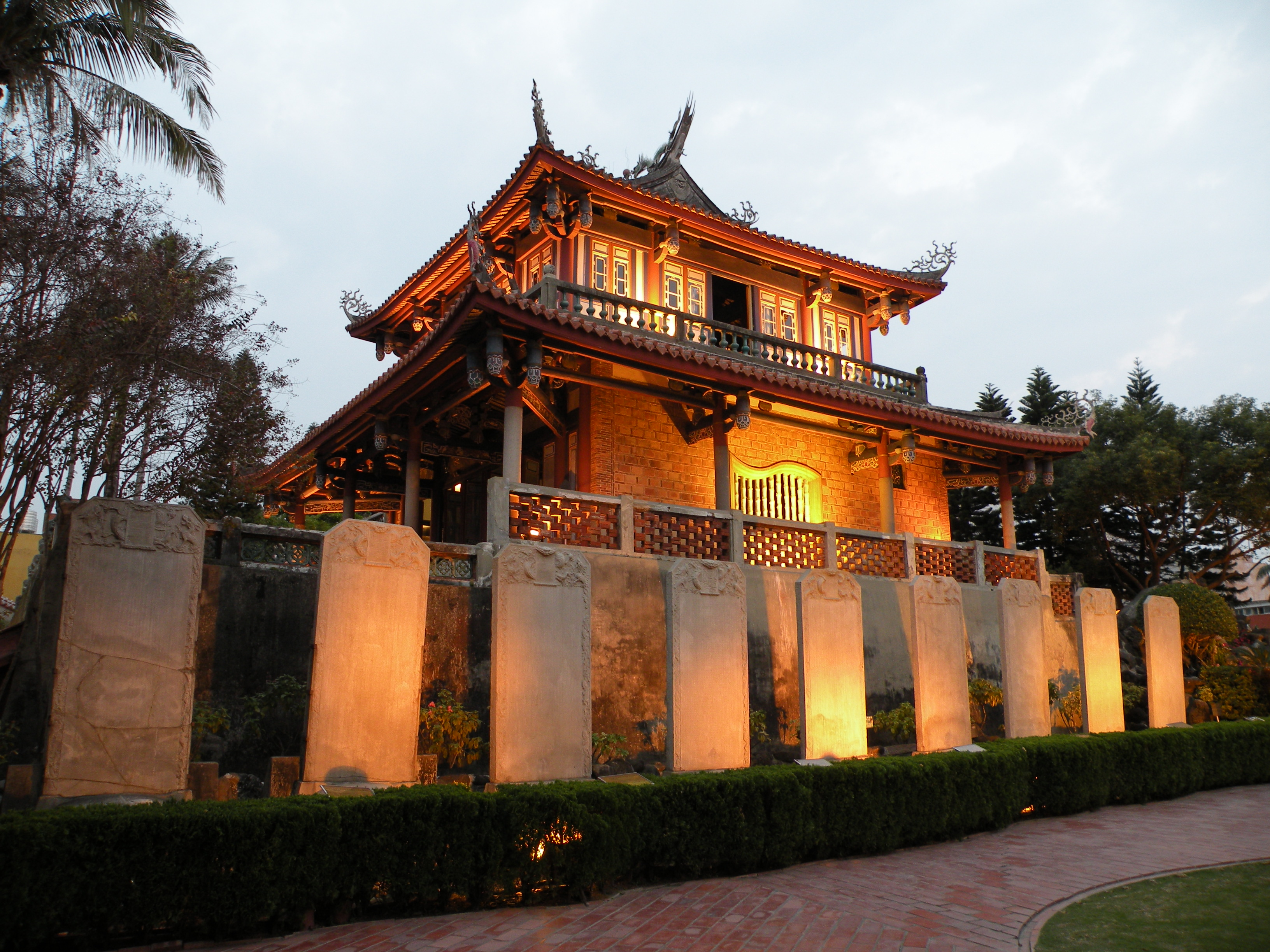
臺南市中西區
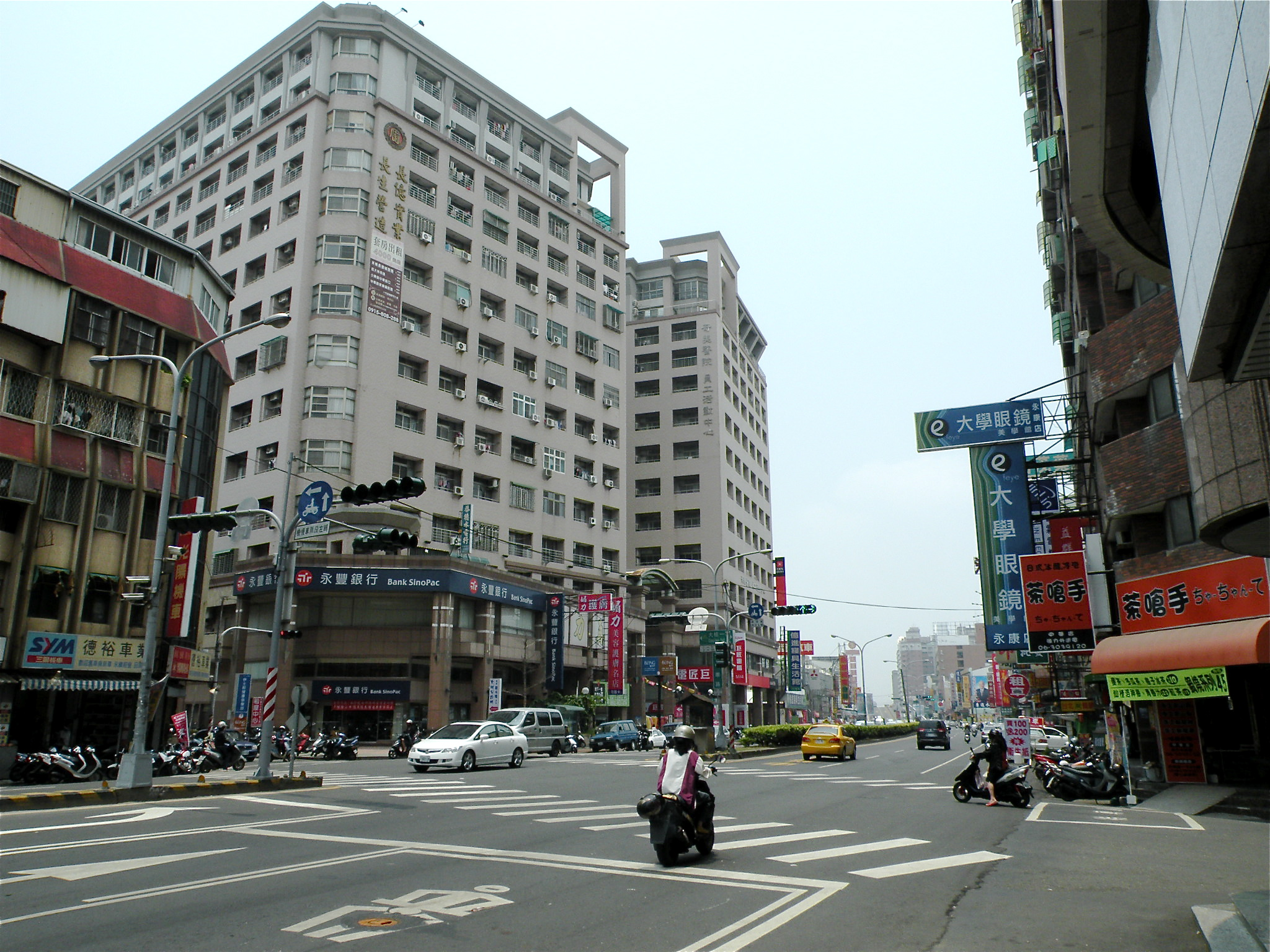
臺南市永康區
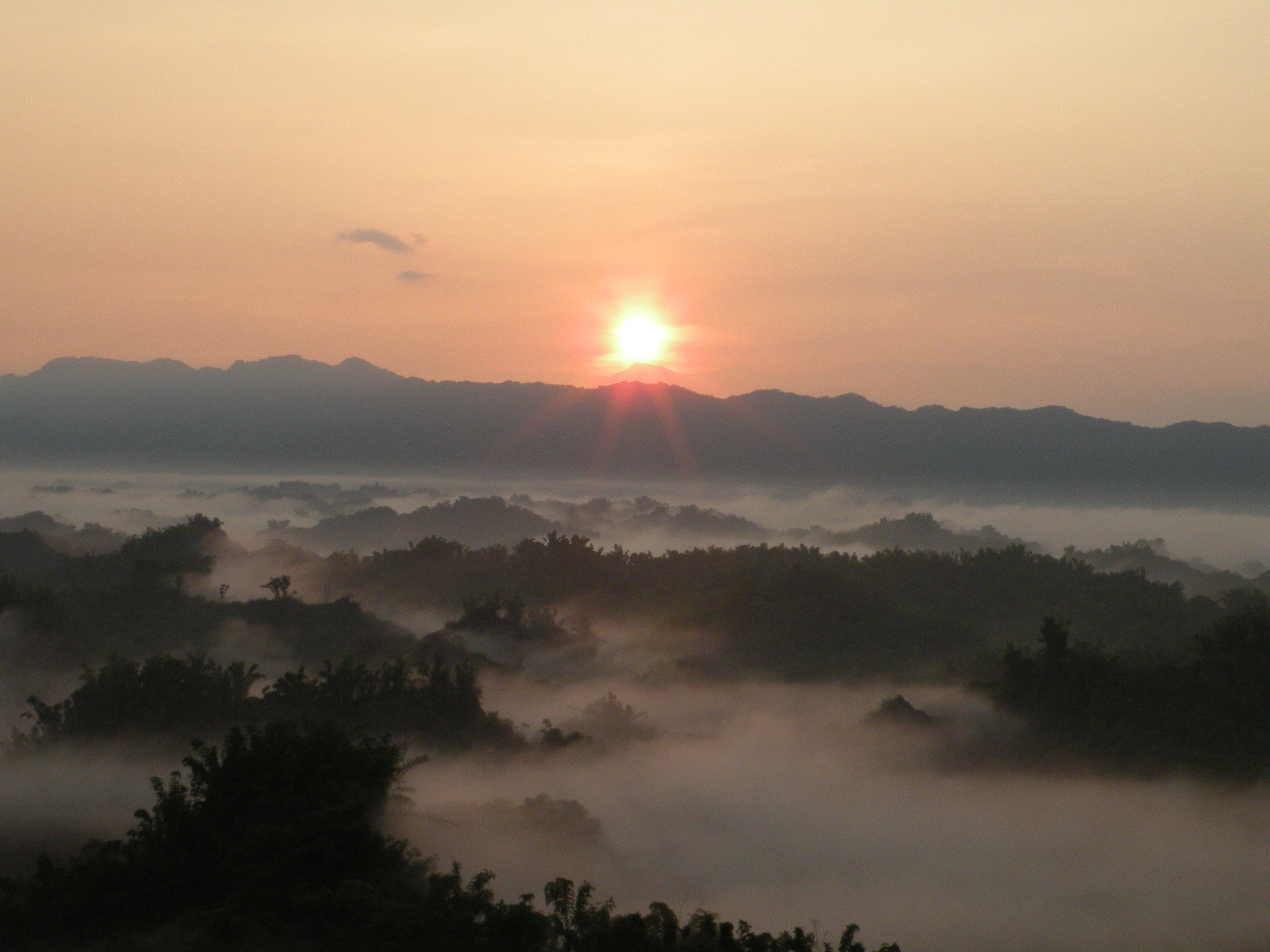
臺南市左鎮區
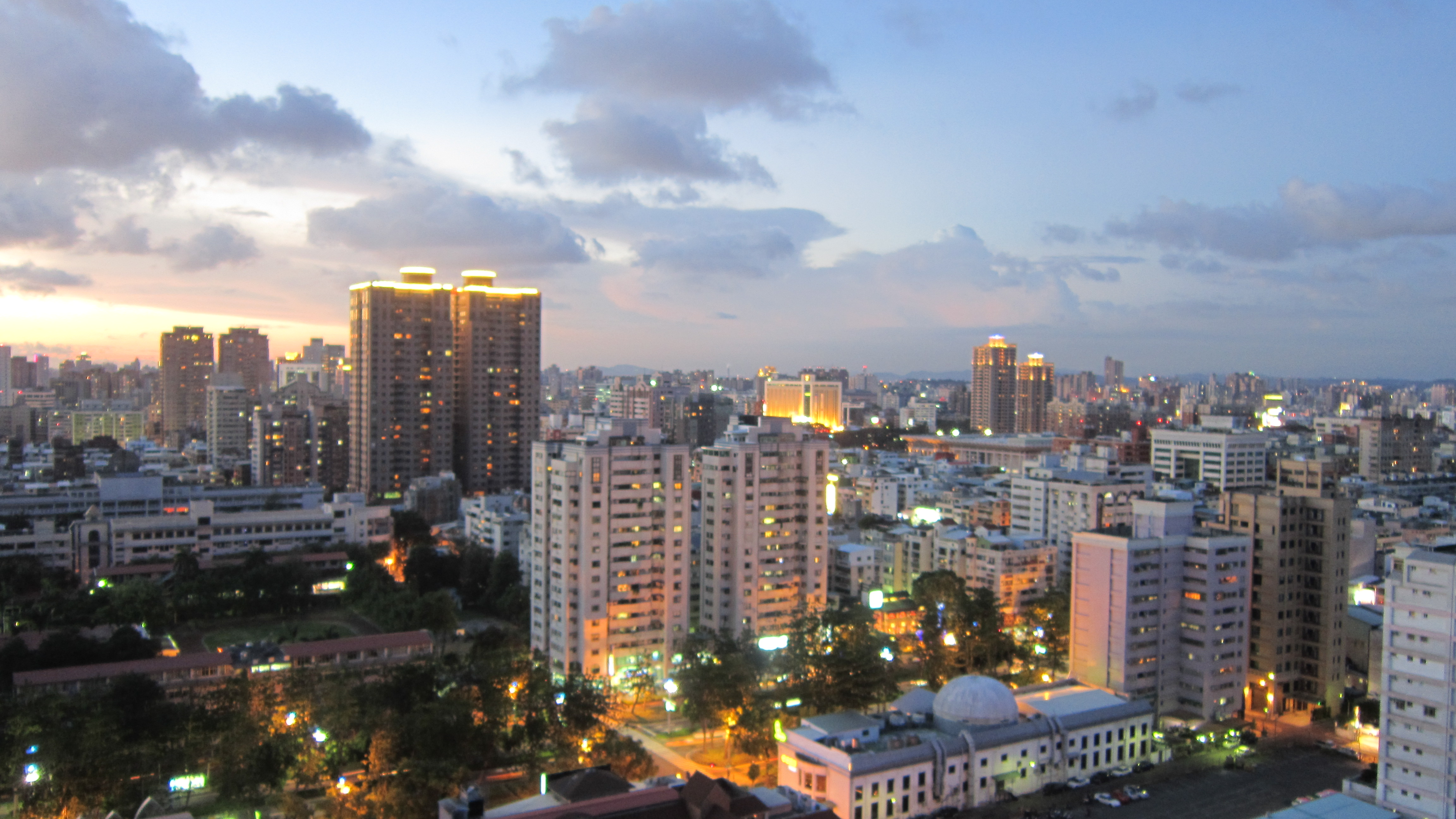
高雄市苓雅區
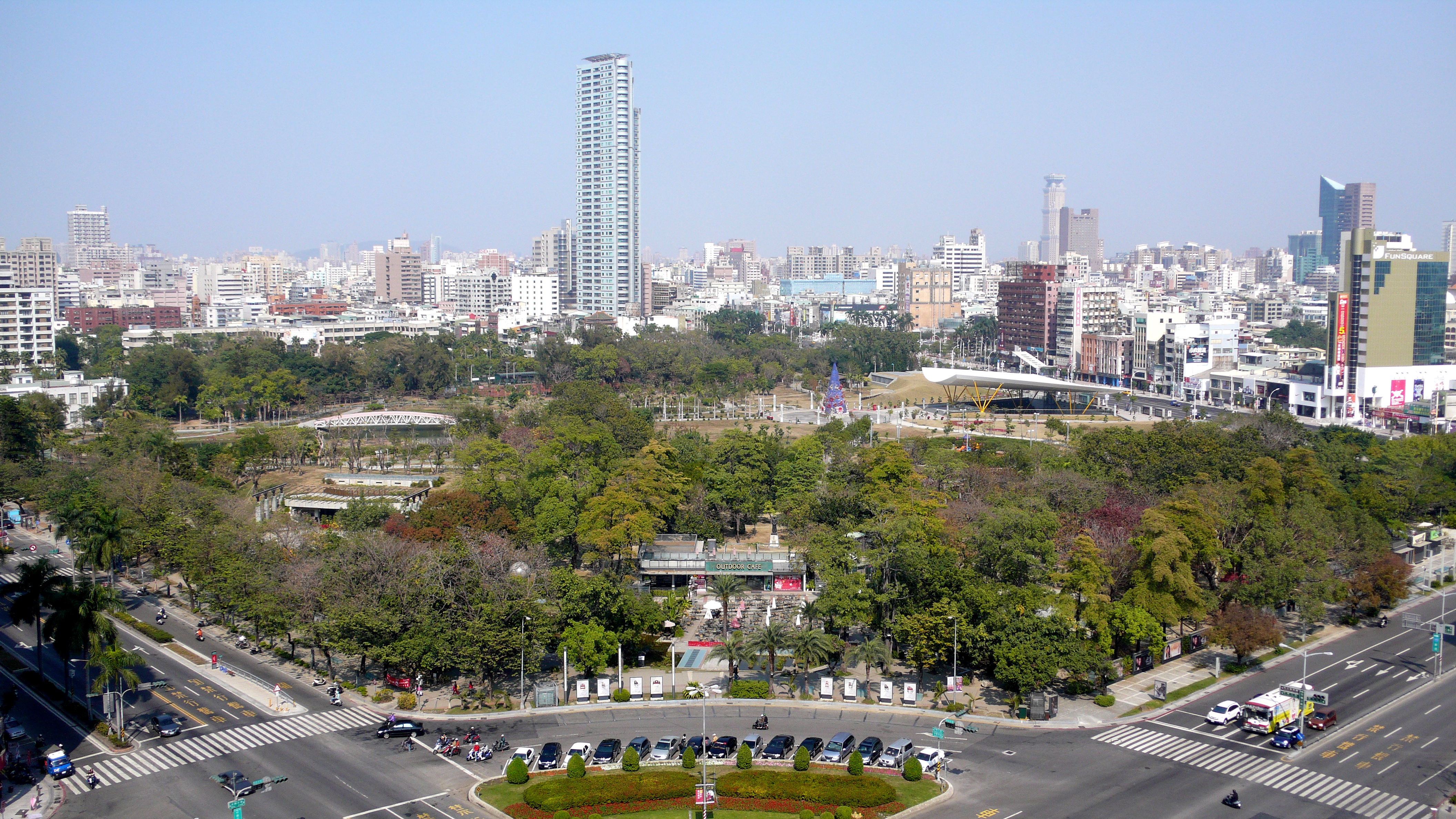
高雄市前金區
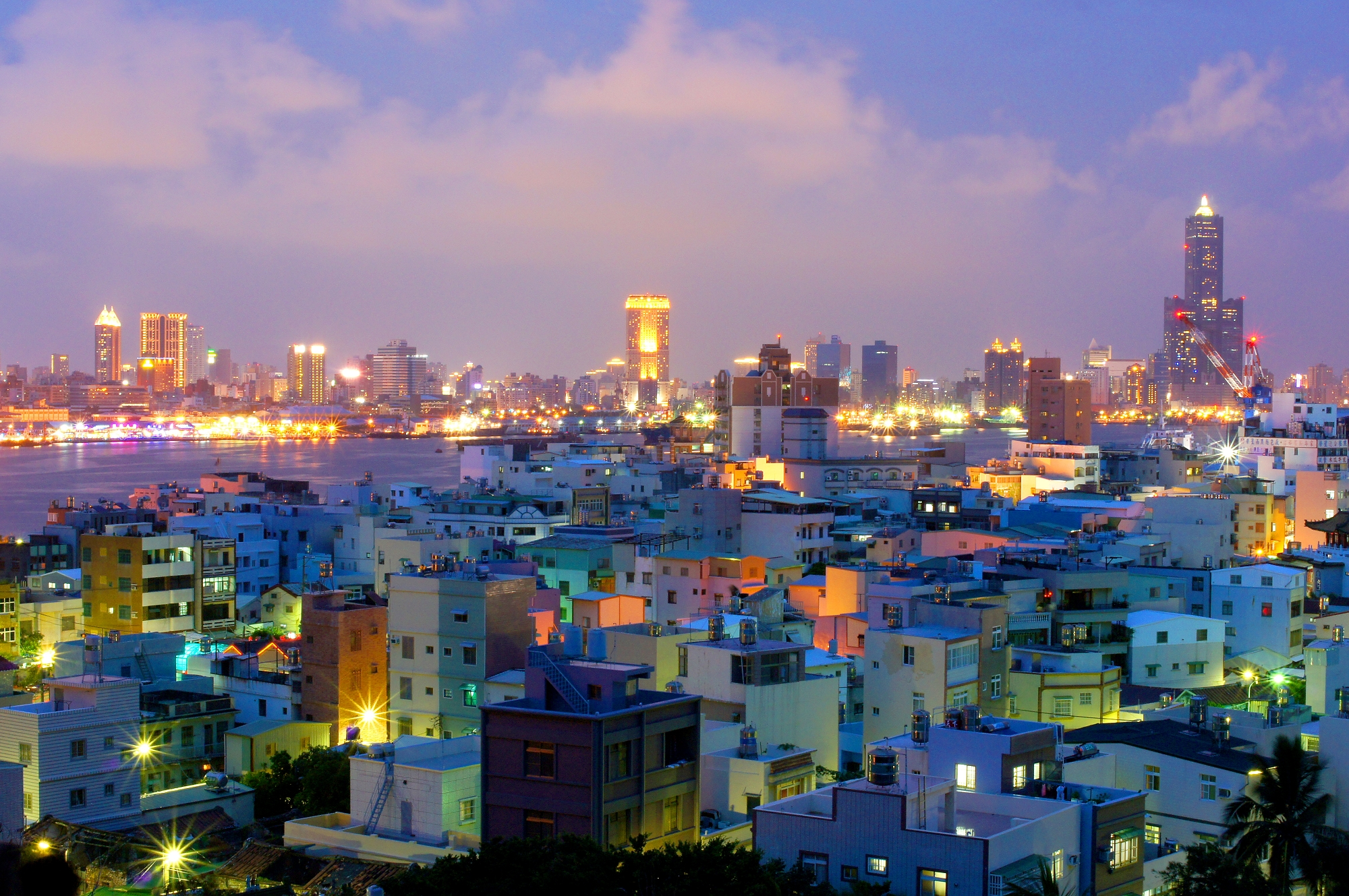
高雄市旗津區
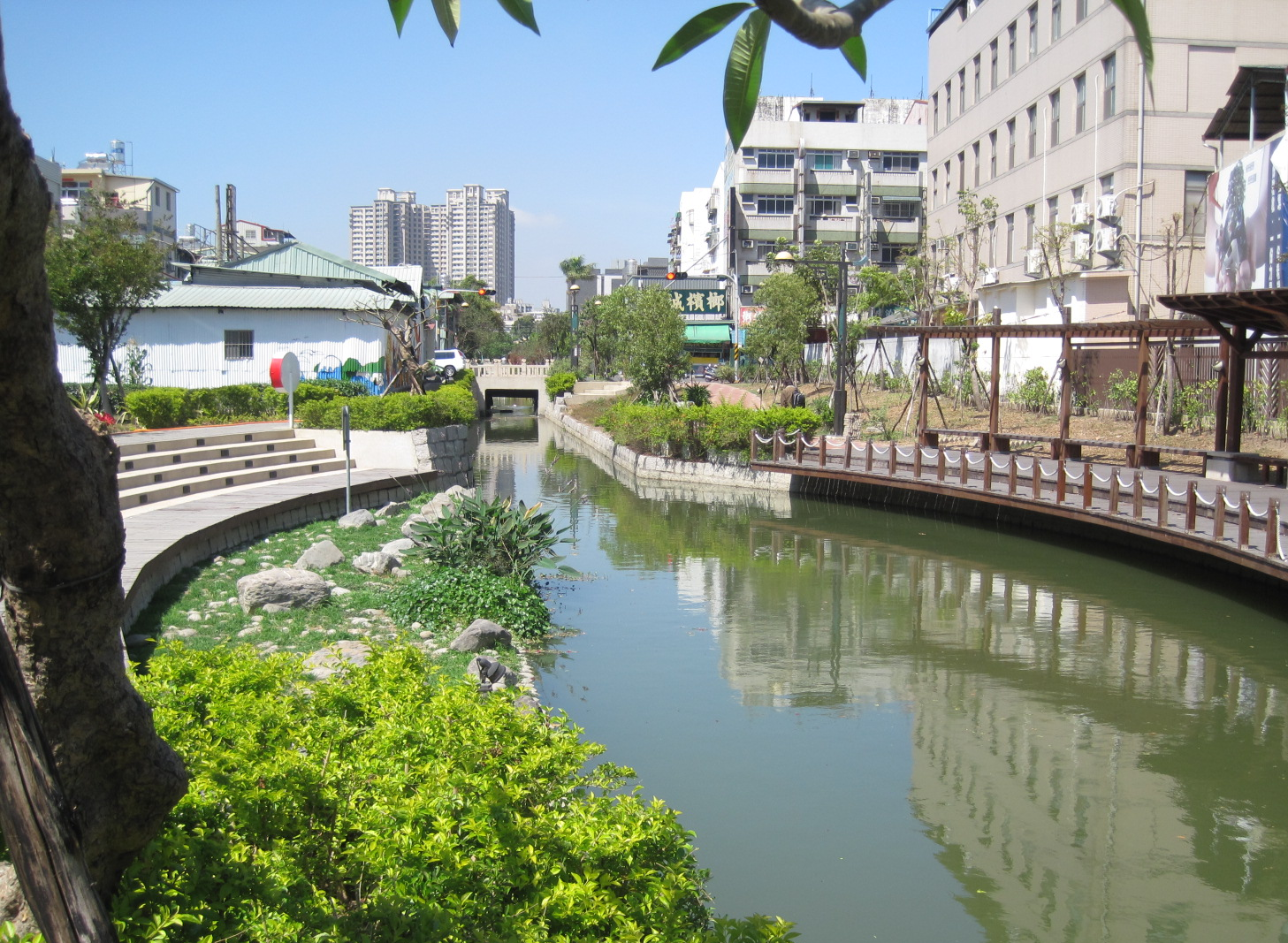
高雄市鳳山區
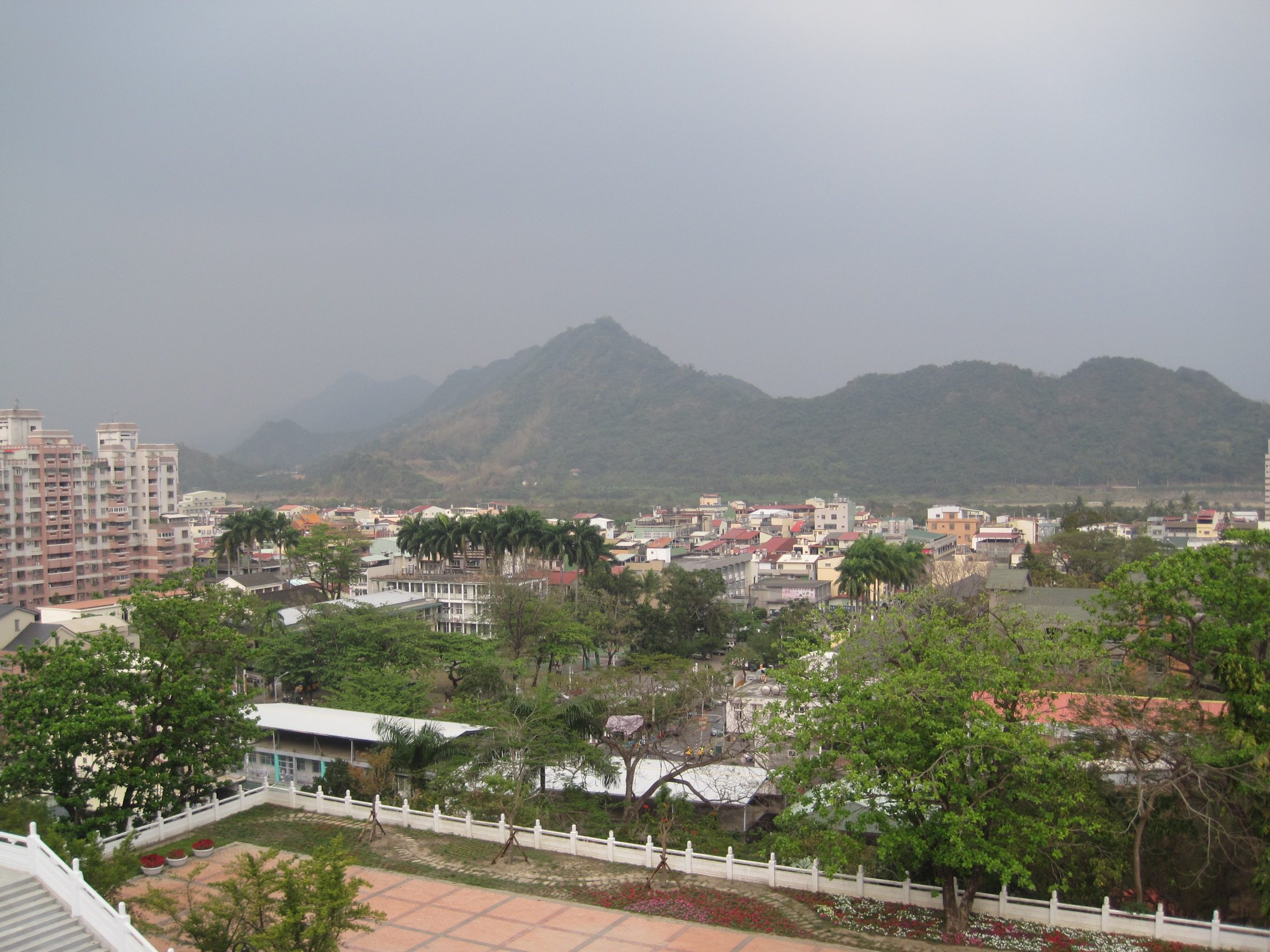
高雄市旗山區